# BC Hamburg
Der BC Hamburg (ehemals BC Johanneum, dann BCJ Hamburg Tigers) ist ein Basketball-Verein aus Hamburg. Als BCJ Hamburg Tigers stieg die Mannschaft 1999 in die Basketball-Bundesliga auf und blieb zwei Jahre in der Liga. In der Saison 1999/2000 erreichten die Tigers das Play-off-Achtelfinale. 2001 stiegen sie in die zweite Basketball-Bundesliga ab und wurden ein Jahr später erneut Zweitligameister.

## Geschichte
Ruderer der Gelehrtenschule des Johanneums betrieben Basketball als Ausgleich zu ihrer sonstigen sportlichen Betätigung und gründeten 1952 den Basketballclub Johanneum. Die Herrenmannschaft stieg in den 1950er Jahren in die damals höchste deutsche Spielklasse, die Oberliga (Staffel Nord) auf. Erster Johanneum-Spieler, dem der Sprung in die bundesdeutsche Nationalmannschaft gelang, war Jürgen Wurst. Im Zuge einer Reform der Spielklassen landete der BC Johanneum in den 1960er Jahren in der drittklassigen Regionalliga.

### 1970er und 1980er Jahre: Zweitligaaufstiege
1979 stieg die Mannschaft zum ersten Mal in die 2. Basketball-Bundesliga auf, zum Kader zählten damals mit Heiner Zarnack sowie Jens Holtkötter zwei Spieler, die die spätere Vereinsgeschichte prägten. Der „Ausflug“ in die Zweitklassigkeit dauerte nur ein Jahr. 1983 wurde der BC Johanneum unter dem Trainergespann Zarnack/Helmut Richter, zu dessen Leistungsträgern insbesondere Kapitän Ullrich Sprengell, Jens Thormann und Jonas Peters zählten, Meister der Regionalliga Nord und spielte anschließend bis 1986 drei Jahre in der 2. Basketball-Bundesliga. In der zweithöchsten Liga entschieden sich die Hamburger anders als viele Vereine bewusst gegen die Verpflichtung eines US-amerikanischen Berufsbasketballspielers. Trainer Zarnack erklärte diesen Verzicht damit, dass er seine Spieler nicht zur Unselbständigkeit erziehen wolle, indem ein Profi während der Spiele in entscheidenden Augenblicken das Geschehen bestimme. Im Anschluss an die Saison 1984/85, die die Hamburger als Tabellensiebter der 2. Bundesliga abschlossen, zogen sich mit Ullrich Sprengell, Jonas Peters und Lutz Peters langjährige Johanneum-Spieler aus der Mannschaft zurück. 1986 stieg die weiterhin von Zarnack als Trainer betreute Mannschaft aus der 2. Bundesliga ab.

### 1990er Jahre: Entwicklung zur Zweitliga-Spitzenmannschaft
1992 kam Trainer Chris Kyriasoglou ins Amt. Der damalige Regionalligist strebte ab 1993 das Ziel Bundesliga an. 1993 stieg Jens Holtkötter als Geldgeber in den Verein ein, nachdem er die Vereinsführung zuvor bereits in Wirtschaftsdingen beraten hatte. Kyriasoglou führte die Mannschaft, zu der unter anderem der US-Amerikaner George Conner sowie die früheren Bundesligaspieler Marcus Egin und Hans-Philipp Brunnert zählten, in der Saison 1993/94 zur Vizemeisterschaft in der Regionalliga Nord. Zu Beginn der Saison 1994/95 hatte der US-Amerikaner Mike Norman zwei Monate lang das Traineramt inne, verließ den Verein aber Ende September 1994. Die fortan von Zarnack trainierte Mannschaft gewann im weiteren Verlauf der Saison 94/95 den Meistertitel in der Regionalliga Nord und kehrte in die 2. Bundesliga zurück. Der BC Johanneum verstärkte sich im Sommer 1995 mit dem US-amerikanischen Flügelspieler Kevin Hrobowski, Deutsch-Amerikaner Pat Elzie (übernahm neben seiner Spielertätigkeit auch das Manageramt) und mit dem von Bundesligisten umworbenen Carsten Heinichen. Zwecks Vorbereitung auf das Spieljahr 1995/96 weilten die Hamburger ab August 1995 eine Woche in der Nähe von Boston (US-Bundesstaat Massachusetts). Johanneum sorgte in der Saison 1995/96 für eine Wachablösung im Basketball im Großraum Hamburg und zog am Erzrivalen SC Rist Wedel vorbei, der vorher lange die beste Mannschaft in dieser Gegend gewesen war. Anfang Januar 1996 holten die Hamburger den US-Amerikaner Robert Feaster anstelle seines Landsmanns Hrobowski, der aber als Ersatzmann in Hamburg blieb und im Februar 1996 nach einer Sperre Feasters wieder zum Einsatz kam. Man erreichte 1996 die Aufstiegsrunde zur Bundesliga, das Zuschaueraufkommen bei den Heimspielen der Hamburger nahm in der Spielzeit 1995/96 im Vergleich zur Vorsaison wegen des sportlichen Erfolgs und des Ausbaus des Rahmenprogramms deutlich zu.
Im Vorfeld der Zweitligasaison 96/97 wurde der Mannschaftshaushalt auf rund 500 000 D-Mark (zuvor 150 000 D-Mark) erhöht, von denen laut Vereinsangaben rund 400 000 D-Mark von drei Elektronikunternehmen aufgebracht wurden und der Rest durch Zuschauereinnahmen hereingeholt werden sollte. Die Erwartungen an die Mannschaft stiegen deutlich. Die Mannschaft umfasste mit Robert Feaster, Andrew Bailey, Guðmundur Bragason, Pat Elzie, Yao Schäfer-Tsahe und Dimitri Buschin hochkarätige Kräfte, Trainer Zarnack verdoppelte die Zahl der wöchentlichen Übungseinheiten im Vergleich zur Vorsaison auf zehn und gab das Erreichen der Bundesliga-Aufstiegsrunde als Pflicht aus. Die Hauptrunde 96/97 der 2. Bundesliga Nord wurde als Tabellenführer abgeschlossen, die Mannschaft verpasste in der Relegationsrunde aber den Bundesliga-Aufstieg. Bis Februar 1998 betreute Heiner Zarnack die Mannschaft, die die Eigenbezeichnung „Helden von Hamburg“ erhalten hatte, als Trainer, dann übergangsweise Hans-Dieter Niedlich und anschließend ab der Saison 1998/99 der US-Amerikaner Tim Butler. Ebenfalls im Vorfeld der Saison 98/99 wurde mit Cecil Egwuatu vom Nachbarn Rist Wedel eines der seinerzeit hoffnungsvollsten deutschen Spielmachertalente verpflichtet.

### 1999: Bundesliga-Aufstieg
Mit Beginn des Spieljahres 98/99 nannte sich die Mannschaft BCJ Hamburg Tigers, BC Johanneum Hamburg blieb aber der amtliche Vereinsname. Mit dem veränderten Namen hoffte man, die Zugkraft bei der Suche nach zusätzlichen Geldgeber zu erhöhen. In Person von Adebayo Akinkunle stand ein starker US-Amerikaner im Aufgebot, das im Laufe der Saison noch um den Aufbauspieler Maurice Newby sowie den NBA-erfahrenen Mitchell „J.J.“ Anderson verstärkt wurde. Der somit hochklassig aufgestellten Mannschaft gelang unter Trainer Butler im Frühjahr 1999 dann der Sprung in die höchste Spielklasse des Landes. Wieder hatte man zuvor die 2. Bundesliga Nord als Hauptrundenmeister beendet. Mit Stand 1999 verfügte der Gesamtverein BC Johanneum über 235 Mitglieder und 16 Mannschaft im Herren-, Damen- und Jugendbereich. Perspektivisch wollten die Hamburger der Entwicklung von Alba Berlin nacheifern, der Hauptstadtverein wurde von den BCJ-Verantwortlichen als Vorbild genannt. Des Weiteren strebte man an, in Zukunft verstärkt einheimische Spieler in die Mannschaft einzubauen, Manager Carsten Rühl gab diesbezüglich das Ziel „Weg von dem Image einer Legionärstruppe, mehr deutsche Spieler und mehr Hamburger Talente“ aus.

### 1999 bis 2001: Bundesliga-Jahre
Ins erste Bundesliga-Jahr ging die Mannschaft mit einem Haushalt von 2,2 Millionen D-Mark. Aus der Aufstiegsmannschaft wurden Leistungsträger wie Carsten Heinichen, Michael Broderick, Akinkunle und Newby gehalten. Jungstar Egwuatu hingegen erhielt keine Vertragsverlängerung, da es Uneinigkeit über die Frage gab, wie seine Rolle für die Hamburger in der Bundesliga aussehen solle. Als Schwierigkeit für die Zukunft der Mannschaft wurde bereits zu diesem Zeitpunkt die Hallenfrage erachtet. Die Heimstätte Sporthalle Wandsbek mit 2400 Zuschauerplätzen und andere damals in der Stadt bestehende Austragungsstätten wurden als mittelfristig untauglich für eine weitere Entwicklung der Mannschaft eingeschätzt. „Mit den in Hamburg gegebenen Örtlichkeiten werden wir eine Mannschaft wie Alba Berlin nie herausfordern können“, äußerte Holtkötter im Herbst 1999. Im November 1999 trat Aufstiegstrainer Butler zurück, nachdem die Vereinsführung seine Forderung abgelehnt hatte, den Spieler Dimitri Buschin zu suspendieren. Bereits vorher hatte es Überlegungen gegeben, sich von Butler zu trennen, da dessen Verhältnis zu Co-Trainer Niedlich und Sportdirektor Zarnack gestört war, nachdem der Amerikaner beiden das Basketball-Fachwissen abgesprochen hatte. Peter Schomers wurde als Nachfolger Butlers eingestellt. Schon im ersten Bundesliga-Jahr kam es zu Verzögerungen bei der Zahlung der Spielergehälter und finanziellen Schwierigkeiten, auch weil kein Hauptsponsor gefunden wurde. Im Dezember 1999 stand die Mannschaft vor dem Aus, da sich die Spieler weigerten, weiter ohne Bezahlung ihrer Arbeit nachzugehen. Eine Mitte Dezember verfasste schriftliche Erklärung des Vereins, in der die Auszahlung der Gehälter zugesagt wurde, überzeugte die Spieler letztlich. „Uns geht es momentan nicht gut, doch wir haben substantiell keine Probleme“, räumte Holtkötter im Dezember 99 ein, betonte aber ebenso: „Das Projekt BCJ Tigers ist nicht in Gefahr.“ Im März 2000 trennte sich der Verein von Manager Carsten Rühl, sein Nachfolger wurde Axel Cadow. Trotz der Unruhe erreichten die Hamburger als Liganeuling die Meisterrunde, wo man in der ersten Runde ausschied. Noch nach dem Saisonende forderten Spieler über ihre Anwälte und Berater ausstehende Löhne ein.
Das Fachblatt Basketball schrieb im Vorfeld der Saison 2000/01: „Es kann nur besser werden. Es muss. Niemand in Hamburg mag sich eine Saison vorstellen, die der vergangenen gleicht. (…) Das Wichtigste für die Tigers bleibt dennoch, dass sich das Geschehen diesmal auf dem Parkett abspielt. Nichts wäre härter als eine Neuauflage des letztjährigen Gruselkabinetts.“ Doch auch im zweiten Bundesliga-Jahr plagten den Verein wirtschaftliche Sorgen, Vereinspräsident und Mäzen Holtkötter steckte Geld aus seinem Privatvermögen in die Mannschaft, dennoch klaffte im BCJ-Saisonhaushalt, der mit zwei Millionen D-Mark unter dem der Vorsaison lag, ein Loch von rund 800.000 D-Mark. Erneut wurden Gehälter nicht pünktlich ausbezahlt und Rechnungen nicht beglichen, was in einer Spielerwohnung dazu führte, dass vom Betreiber der Strom abgestellt wurde. Seitens der Leitung der Bundesliga wurde dem Verein vorgeworfen, sich nicht an Lizenzauflagen zu halten. Ende September 2000 trat Manager Cadow aus persönlichen Gründen von seinem Amt zurück, die Stelle blieb zunächst unbesetzt und Vereinspräsident sowie Mäzen Holtkötter übernahm zunächst die Aufgaben. Im Dezember 2000 wurde mit Duane Woodward, wegen einer Handgreiflichkeit im Training, einer der wichtigsten Spieler der Mannschaft entlassen. In einem Bericht der Zeitung Die Welt hieß es daraufhin, dies sei der „vorläufige negative Höhepunkt einer wieder einmal chaotischen Saison bei den Tigers“ gewesen. Ende Januar 2001 wurde mit Cecil Egwuatu einer der Aufstiegshelden zurückgeholt, der 1999 im Groll gegangen war. Die Mannschaft, deren Umfeld laut Aussage Schomers' im März 2001 „eines Erstligisten nicht würdig“ gewesen sei, rutschte durch elf Niederlagen in Folge ans Ende der Bundesliga-Tabelle, Der Woodward-Rauswurf sei „der große Bruch“ gewesen und habe die Mannschaft verunsichert, so Holtkötter später. Zwar wurde der Amerikaner im März 2001 zurückgeholt und im April 2001 ein Trainerwechsel vorgenommen (der frühere BCJ-Spieler Pat Elzie ersetzte Schomers) sowie mit Kai Lorenz ein neuer Manager eingestellt, dennoch wurde der Klassenerhalt verpasst, obwohl die Mannschaft unter Elzie eine Siegesserie hinlegte.

### 2001/02: Zweitliga-Meisterschaft und Pleite
Bereits Ende August 2001 wurde Lorenz als Manager aus finanziellen Gründen wieder entlassen. Zur Zweitligasaison 2001/02 stellten die Hamburger eine Mannschaft zusammen, die auch dank der Weiterverpflichtung von Woodward als Meisterschaftsanwärter gehandelt wurde. Auch die Mannschaftsleitung gab die sofortige Bundesliga-Rückkehr als Ziel aus. Die wirtschaftlichen Schwierigkeiten des Vereins setzten sich in der zweiten Liga indes fort, es hatten sich Schulden in Höhe von 500.000 Euro angehäuft, im März 2002 wurde ein Insolvenzverfahren gegen den Verein eingeleitet. Sportlich verlief die Saison 2001/02 sehr erfolgreich: Die Hamburger gewannen die Zweitligameisterschaft.
Nach der Pleite des BC Johanneum wurde mit dem BC Hamburg ein Nachfolgeverein gegründet, der nach dem Gewinn der Meisterschaft im Frühjahr und Sommer 2002 versuchte, die wirtschaftlichen Bedingungen zu schaffen, um das sportliche errungene Recht zur Rückkehr in die Bundesliga wahrzunehmen. Die Mannschaftsführung erwog auch einen Umzug in die sich damals noch im Bau befindenden Halle am Volkspark. Anfang Mai 2002 gab der BCH die Trennung von Holtkötter bekannt, der seit 1994 umgerechnet rund 3,5 Millionen Euro in die Mannschaft gesteckt hatte. Aus der erhofften Erstligarückkehr wurde nichts: Der BC Hamburg fand die benötigten Geldgeber nicht und erhielt keine Lizenz für die Bundesliga, zudem stimmten die Zweitligavereine mehrheitlich gegen die Übertragung des Teilnahmerechts vom bankrotten BC Johanneum auf den Nachfolgeverein BC Hamburg, sodass die Mannschaft in die Regionalliga zurückgestuft wurde. Nach Einschätzung der Tageszeitung bedeutete das „das finale Kapitel einer jahrelangen Misswirtschaft unter der Hegemonie des geschassten Mäzens Holtkötter“.

### Abschied vom Profisport
2003 erwog der BC Hamburg, sich als Regionalligist um einen freien Platz in der Basketball-Bundesliga zu bewerben, das Vorhaben führte letztlich nicht zum Erfolg. 2004 wurde vom Verein unter dem Arbeitstitel „Basketball. Erstklassig in Hamburg“ das Konzept für eine Erstliga-Mannschaft in Hamburg erstellt, welches nicht umgesetzt wurde. In den folgenden Jahren stieg die Mannschaft des BCH bis in die Stadtliga ab. In den 2010er Jahren gingen die späteren Bundesliga-Spieler Ismet Akpinar, Lennard Larysz und Louis Olinde aus der Jugendabteilung des Vereins hervor.

## Letzter Hamburger Bundesliga-Kader (2000/2001)
| Nationalität       | Name                 | Position  | Geburtsdatum      | Größe  | Heutiger Verein (2008)            |
| ------------------ | -------------------- | --------- | ----------------- | ------ | --------------------------------- |
| Russland           | Dima Buschin         | 4/5       |                   | 2,06 m | [ 71 ]                            |
| /                  | Cecil Egwuatu        | 1         | 29. Februar 1980  | 1,82 m | nicht mehr aktiv                  |
| Deutschland        | Marcus Engelke       | 5         | 1972              | 2,05 m | ETV-Hamburg                       |
| Deutschland        | Stephan Flesch       | 2/3       | 1981              | 1,98 m | nicht mehr aktiv                  |
| Ukraine            | Konstantin Furman    | 5         | 13. April 1976    | 2,06 m | Hapa Ansbach Piranhas ()          |
| Frankreich         | Jelani Gardner       | 1/2       | 26. Dezember 1975 | 1,98 m | Universitet – Yugra Surgut ()     |
| Vereinigte Staaten | Detric Golden        | 1         | 1977              | 1,77 m | nicht mehr aktiv                  |
| Deutschland        | Carsten Heinichen    | 1         | 1968              | 1,68 m | nicht mehr aktiv                  |
| Vereinigte Staaten | Fredrick Herzog      | 3/4       | 1969              | 1,98 m | nicht mehr aktiv                  |
| /                  | Steven Johnson       | 1/2       | 20. August 1966   | 1,97 m | nicht mehr aktiv                  |
| /                  | Zoran Krezic         | 1/2       | 16. August 1979   | 1,90 m | nicht mehr aktiv                  |
| /                  | Damir Kurtagić       | 4         | 17. Mai 1974      | 2,04 m | Bramfelder SV Hamburg ()          |
| Deutschland        | Lorenz Manthey       |           | 29. März 1983     | 1,90 m | nicht mehr aktiv                  |
| Deutschland        | Jamal Martin         | 2/3       | 14. Dezember 1982 | 1,95 m | nicht mehr aktiv                  |
| Deutschland        | Björn Meyer-Schomann | 3/4       | 29. Oktober 1970  | 2,00 m | Halstenbeker TS (2. Regionalliga) |
| Deutschland        | Peer Scheer          | 2         | 22. Februar 1983  | 1,93 m | nicht mehr aktiv                  |
| Deutschland        | Michael Stockhammer  | 2/3       | 4. Februar 1980   | 1,93 m | BasketClubs Vienna ()             |
| Deutschland        | Marc Suhr            | 5         | 9. Januar 1969    | 2,15 m | nicht mehr aktiv                  |
| Vereinigte Staaten | Duane Woodward       | 1         | 4. Juni 1976      | 1,93 m | Proteas Eka AEL Limassol ()       |
| Vereinigte Staaten | Patrick Elzie        | Chefcoach | 22. November 1960 | -      | SC RASTA Vechta ()                |

## Vereinspersönlichkeiten
- Adebayo Akinkunle (Spieler)
- Michael Broderick (Spieler)
- Andrew Bailey (Spieler)
- Tim Butler (Trainer)
- Cecil Egwuatu (Spieler)
- Pat Elzie (Spieler, Manager und Trainer)
- Robert Feaster (Spieler)
- Guðmundur Bragason (Spieler)
- Carsten Heinichen (Spieler)
- Jens Holtkötter (Vorsitzender und Mäzen)
- Paul Howard (Spieler)
- Maurice Newby (Spieler)
- Hans-Dieter Niedlich (Co-Trainer und Berater)
- Mike Penberthy (Spieler)
- Peter Schomers (Trainer)
- Marc Suhr (Spieler)
- Duane Woodward (Spieler)
- Heiner Zarnack (Trainer und Sportdirektor)

## Bestmarken in der BBL
| Saison    | Punkte                               | Rebounds                     | Assists                 | Steals                    | Blocks                     |
| --------- | ------------------------------------ | ---------------------------- | ----------------------- | ------------------------- | -------------------------- |
| 2000/2001 | Fredrick Herzog 566 (17,2 pro Spiel) | Marc Suhr 230 (7,9)          | Duane Woodward 96 (4,8) | Steven Johnson / 49 (1,6) | Fredrick Herzog 15 (0,5)   |
| 1999/2000 | Maurice Newby 412 (16,5)             | Adebayo Akinkunle 229 (10,4) | Gary Wright / 84 (3,2)  | Gary Wright / 29 (1,1)    | Adebayo Akinkunle 19 (0,9) |